# Blind date (afspraakje)
Een blind date (Engels, letterlijk 'blinde afspraak') is een date tussen mensen die elkaar nog niet eerder gezien hebben.
De blind date kan gearrangeerd worden door vrienden of kennissen van de betrokkenen of door een relatiebemiddelingsbureau. Ook kunnen ze zelf besluiten tot een blind date als ze elkaar zijn tegenkomen op een forum, in een chatbox of op een dating- of netwerksite of contact hebben met elkaar via e-mail of telefoon en ze de ander in levenden lijve willen ontmoeten. Het afspraakje maken ze dan telefonisch, per sms of via internet.
Door de populariteit van internet komen blind dates tegenwoordig veel vaker voor dan vroeger.
Versierhandleidingen adviseren om niet uit eten te gaan, maar af te spreken op een plaats waar veel mensen komen, rustig gepraat kan worden en iets te zien of te beleven is dat als gespreksonderwerp kan dienen, zoals een tentoonstelling, botanische tuin of proeverij.